# Cybotron
Cybotron fue un grupo de electro formado en 1980 por Juan Atkins y Richard Davis en Detroit, Estados Unidos.

## Origen
Atkins y Davis se conocieron en un curso de grabación en el Washtehaw Community College. Juan Atkins llevaba ya un tiempo diseñando patrones rítmicos con una primitiva caja de ritmos Roland DI55, mientras que Rick Davis era un veterano de Vietnam entusiasta de la ciencia ficción. Ambos conectaron rápidamente gracias a su interés mutuo por la música electrónica y por los temas futuristas. Fue Davis quien introdujo a Atkins en la obra del sociólogo Alvin Toffler, cuya temática relacionada con posibles escenarios tecnificados para la humanidad del futuro sedujeron a toda la primera generación del detroit techno.
Musicalmente, el grupo bebía tanto del funk de finales de los 70, y especialmente de la música de George Clinton y Funkadelic. Al mismo tiempo, recogían buena parte del sonido intensivo en sintetizador europeo de la época, desde el synth pop de las bandas de Sheffield hasta el trabajo de Giorgio Moroder. Sin embargo, como el propio Atkins afirma, la influencia que causó un mayor impacto sobre él fue la del grupo alemán Kraftwerk.

## Contribución
El primer sencillo de Cybotron fue "Alleys of Your Mind", publicado en 1981 en el sello Deep Space y escrito por Juan Atkins y Richard Davis (éste bajo el seudónimo 3070). Gracias a su buena acogida, Cybotron logró un contrato discográfico con el sello Fantasy, en el que el grupo publicó la mayor parte de su material.
Aunque la música de Cybotron pueda ser considerada como electro, existe un consenso generalizado acerca de que sentó las bases del techno. Por un lado, porque es el primer proyecto musical de Atkins, uno de los creadores del techno tal y como se conoce hoy en día en su proyecto posterior Model 500. Además, porque la estética experimental y afrofuturística que inspiró a Cybotron es la misma que alimenta todo el discurso narrativo e ideológico del detroit techno, primera manifestación del techno. Finalmente, los elementos básicos del techno pueden encontrarse ya en los discos de Cybotron: la sonoridad futurista, el empleo casi exclusivo de instrumentos electrónicos o la importancia de la percusión generada mediante cajas de ritmo y el uso de patrones rítmicos muy marcados. Se considera que "Alleys of Your Mind" es el primer tema de techno de la historia.

## Separación
En 1985, Atkins dejó el grupo como consecuencia de diferencias artísticas con Davis. Mientras que Davis quería continuar con un enfoque más próximo al rock, Atkins se inclinaba más por mantener el estilo electro de temas como "Clear". Tras la separación, Davis mantuvo el proyecto publicando discos hasta 1995. Atkins continuó en solitario publicando en su propio sello, Metroplex y bajo su propio nombre, o bien utilizando seudónimos como Model 500 o Model 600.

## Discografía
- Enter (1983)
- Clear (Enter con un tracklist ligeramente cambiado, 1990)
- Empathy (1993)
- Cyber Ghetto (1995)
- Motor City Machine Music (un disco de grandes éxitos, 2005)